# Метато (Лука)
Метато је насеље у Италији у округу Лука, региону Тоскана.
Према процени из 2011. у насељу је живело 63 становника. Насеље се налази на надморској висини од 422 м.